# Лупоая (Горж)
Лупоая (рум. Lupoaia) — село у повіті Горж в Румунії. Входить до складу комуни Кетунеле.
Село розташоване на відстані 251 км на захід від Бухареста, 34 км на південний захід від Тиргу-Жіу, 86 км на північний захід від Крайови.

## Населення
За даними перепису населення 2002 року у селі проживали 880 осіб, усі — румуни. Усі жителі села рідною мовою назвали румунську.